# تلیله شکم‌سیاه

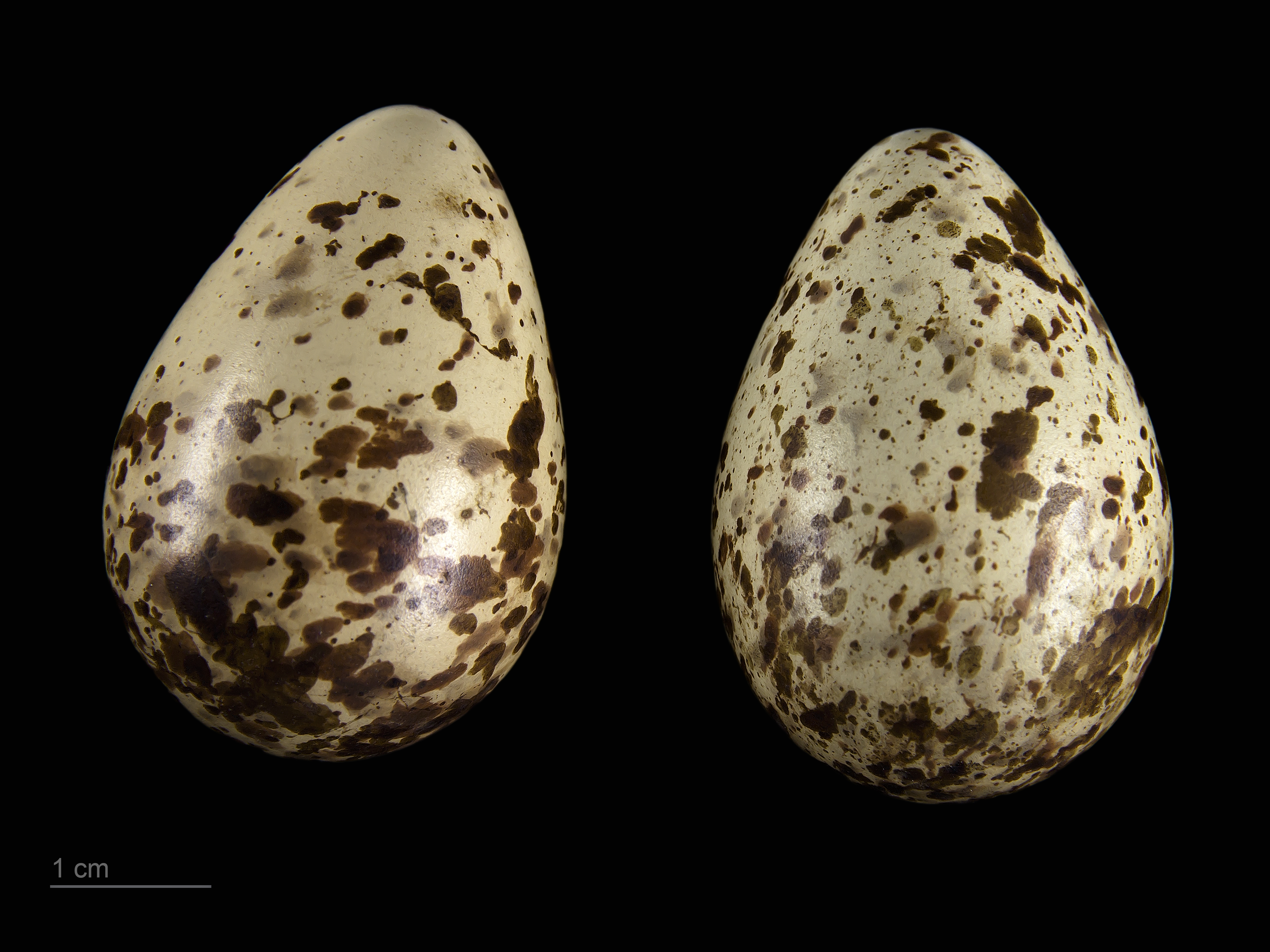
Calidris alpina alpina

تلیله شکم‌سیاه (نام علمی: Calidris alpina) نام یک گونه از سرده تلیله است.